# Taeniophyllum minimum
Taeniophyllum minimum är en orkidéart som beskrevs av André Guillaumin. Taeniophyllum minimum ingår i släktet Taeniophyllum och familjen orkidéer.
Artens utbredningsområde är Vietnam. Inga underarter finns listade i Catalogue of Life.